# First Choice Airways

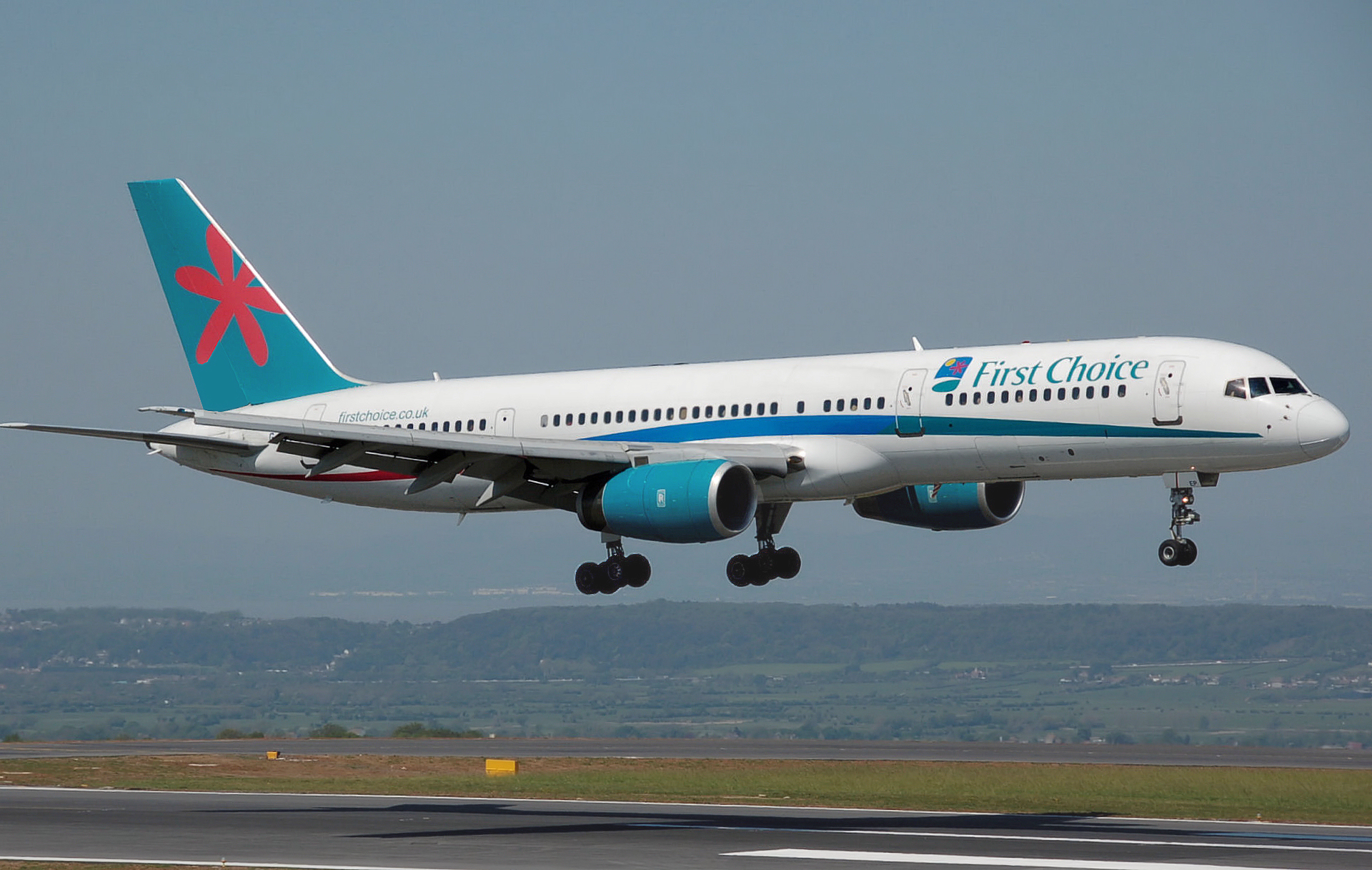
First Choice Airways Boeing B757-200

First Choice Airways Ltd. (originalmente Air 2000 Limited) fue una aerolínea chárter británica del operador turístico europeo TUI Travel plc, con sede en Crawley, Inglaterra, hasta su fusión con Thomsonfly para formar Thomson Airways (actualmente TUI Airways) en 2008. Volaba a más de 60 destinos en todo el mundo desde 14 aeropuertos del Reino Unido e Irlanda. El 70% de los servicios de la aerolínea se operaban para su empresa matriz, aumentando al 85% en la temporada de verano, y el resto en nombre de unos 120 operadores turísticos más. También operaba rutas regulares de ocio durante todo el año a Chipre y a los centros turísticos de España y Portugal. 
Sus centros de operaciones eran el aeropuerto de Birmingham-West Midlands, el aeropuerto de Londres-Gatwick y el aeropuerto de Mánchester. Los servicios de larga distancia eran comercializados exclusivamente por compañías internas como First Choice Holidays, Eclipse Direct, Sunsail, Sovereign, Hayes & Jarvis y Unijet. La aerolínea también operaba vuelos de lujo "Vuelta al Mundo" cada invierno en nombre de TCS Expeditions. 

## Historia

### Air 2000
La aerolínea inició sus operaciones el 11 de abril de 1987, bajo el nombre de Air 2000, con dos Boeing 757-200 y un vuelo de Mánchester a Málaga. Los 757 fueron reequipados para una mayor autonomía y los vuelos a Estados Unidos comenzaron en 1989. Su flota se duplicó un año después, con un avión basado en el aeropuerto de Glasgow. Ese mismo año, la aerolínea estableció una filial en Canadá, denominada Air 2000 Airlines Ltd. Esta filial duró solo unos días antes de que el gobierno canadiense suspendiera su licencia. El segundo intento tuvo más éxito y se convirtió en Canada 3000.
Los servicios de larga distancia a Mombasa, en Kenia, se introdujeron durante la temporada 1988/89. La CAA otorgó a la aerolínea una licencia para operaciones regulares en 1992, que comenzó en 1993, inicialmente entre Londres-Gatwick y Pafos, Chipre. Los servicios regulares se distinguían por el uso del identificador «DP» junto al número de vuelo, mientras que los vuelos chárter utilizaban el identificador «AMM». Durante los años siguientes, se introdujeron rutas regulares a Chipre desde Birmingham, Glasgow, Mánchester y Newcastle.
La expansión implicó el establecimiento de nuevas bases en el Reino Unido, y Dublín se convirtió en el primer centro de operaciones de la aerolínea en el extranjero en 1996. En 1997, la aerolínea firmó un contrato de arrendamiento con GECAS para dos aviones Boeing 767-300ER, tras haber considerado también la opción de introducir el A330-200, de mayor tamaño. En 1998, First Choice, empresa matriz de Air 2000, adquirió el operador turístico rival Unijet por 110 millones de libras, con lo que la aerolínea interna de Unijet, Leisure International Airways (LIA), se integró plenamente en Air 2000. Esto incluyó toda la flota de aviones y un pedido de dos Airbus A330-200. Antes de la fusión, LIA planeaba reemplazar sus dos 767 arrendados a ILFC por los nuevos A330-200, pero en 1999 First Choice canceló la operación y mantuvo los dos Boeing 767-300ER junto con los dos que había encargado a GECAS. En 2000, se introdujeron servicios regulares adicionales desde ocho aeropuertos del Reino Unido a seis importantes destinos turísticos de España y Portugal. Air 2000 adoptó un nuevo esquema de colores y, para marzo de 2004, se eliminó la marca Air 2000 y se añadió la de First Choice Airways.

### First Choice Airways
La aerolínea transportó 6,5 millones de pasajeros en 2002. El total de pasajeros en 2005 fue de 6 millones, la quinta mayor cifra de pasajeros de cualquier aerolínea del Reino Unido. En 2004, anunció planes para renovar otros seis aviones Boeing 767-300 para ampliar sus operaciones de larga distancia. La aerolínea fue la primera del Reino Unido en utilizar el interior estilo Boeing 777 en su flota de 767. La compañía contaba con seis aviones para vuelos de larga distancia en 2007, en una configuración de dos clases: 63 turista premium y 195 turista. Todos los asientos contaban con entretenimiento Panasonic en el respaldo e iluminación ambiental en la clase Star Premier.
El 23 de abril de 2007, First Choice confirmó el cierre de sus bases en el Aeropuerto de Londres-Luton y Cardiff a partir del 1 de noviembre de 2007. Sin embargo, debido a la fusión con Thomsonfly, que también opera desde estas bases, la aerolínea combinada seguirá operando desde estas bases.

### Fusión con Thomsonfly
En marzo de 2008, la división de turismo de TUI AG, la matriz de la aerolínea, se fusionó con First Choice Holidays PLC, formando la nueva compañía TUI Travel. Tanto Thomsonfly como First Choice Airways se fusionarían como Thomson Airways.
Thomsonfly Limited cambió su nombre a Thomson Airways Limited en noviembre de 2008 y el certificado de operación de Thomsonfly se cambió a Thomson Airways con efecto a partir del 1 de noviembre de 2008. En esa fecha, Thomsonfly y First Choice Airways cambiaron su nombre a Thomson Airways, fusionándose con una flota de 75 aviones. Sin embargo, existe un pedido de 12 nuevos Boeing 787, lo que elevaría la flota a 75 aviones.
El 2 de octubre de 2017, Thomson Airways comenzó a operar bajo el nombre de TUI Airways, dejando atrás cualquier vestigio de su tradición turística en el Reino Unido.

## Flota histórica
Air 2000 y First Choice Airways operaron las siguientes aeronaves durante su existencia:
| Aeronaves           | Total | Introducido | Retirado | Matrículas |
| ------------------- | ----- | ----------- | -------- | --- |
| Airbus A320-200     | 14    | 1992        | 2008     | G-OOAX (rrg. G-OOPX), C-GJUQ, G-UKLL, G-OOAA, G-OOAB, G-OOAC, G-OOAD, G-OOAP, G-OOAR, SU-LBD, G-OOAS, G-OOAT, G-OOAU (rrg. G-OOPU) y G-OOAW |
| Airbus A321-200     | 8     | 1998        | 2008     | G-OOAF, G-OOAH, G-MIDC, G-OOAE (rrg. G-OOPE), G-OOAI, G-OOAJ, G-MIDJ y G-OOAV |
| Beechcraft King Air | 1     | 1987        | 1993     | G-OWNR |
| Boeing 737-300      | 2     | 1989        | 1991     | G-KKUH y G-OBMJ |
| Boeing 757-200      | 32    | 1987        | 2008     | G-OOBF, G-OOBH, G-OOBG, G-OOBJ, G-OOBI, G-BKRM, G-OOOV, G-OOOW, G-OOOM, G-OOOA, G-OOOB, G-OOOC, G-OOOD, G-OOOI, G-OOOJ, G-OOOG, G-OOOH, G-OOOS, G-OOOT, G-OOOK, G-OOOU, G-CPEP, G-OOOZ, G-OOOX, G-OOOY, G-CPEU, G-CPEV, G-OOBA, G-OOBB, G-OOBC, G-OOBD y G-OOBE |
| Boeing 767-300ER    | 9     | 1998        | 2008     | G-OOBM, G-OOBL, G-OOBK, G-PJLO, G-DBLA, G-OOAN, G-OOAO, G-OOAL y G-OOAM |